# 上迪兴根
上迪兴根是德国巴登-符腾堡州的一个市镇。总面积8.84平方公里，总人口1998人，其中男性977人，女性1021人（2011年12月31日），人口密度226人/平方公里。